# Roy Lassiter
Roy Lassiter (* 9. März 1969 in Washington, D.C.) ist ein ehemaliger US-amerikanischer Fußballspieler und Trainer.
Lassiter lief von 1993 bis 2004 für Mannschaften in Costa Rica, Italien und den Vereinigten Staaten auf. Die meiste Zeit seiner Karriere verbrachte er in der Major League Soccer, wo er ab der Premierensaison 1996 spielte. Dort hält er auch den Rekord für die meisten erzielten Tore während einer Saison.

## Spielerkarriere

### Jugend und College
Lassiter kam in der US-Hauptstadt Washington auf die Welt, wuchs aber in Raleigh im US-Bundesstaat North Carolina auf. Dort besuchte er die Athens Drive High School, wo er Teil der Fußballschulmannschaft war. In seinem letzten Schuljahr wurde er zum North Carolina State 4-A Spieler des Jahres ernannt. Im selben Jahr zog er mit der Mannschaft in die State Championship (Staatsmeisterschaft) ein und erzielte in einer Saison insgesamt 47 Tore. Neben der Schule spielte er für den lokalen Klub Raleigh United.
Nach seinem Abschluss an der High School wechselte er auf das Lees-McRae College, welches in Banner Elk liegt. Ein Jahr später wechselte er an die North Carolina State University, wo er zweimal in der Auswahlmannschaft All-ACC gewählt wurde.

### Erste Stationen in Costa Rica
Von 1993 bis 1996 spielte er in Costa Rica Fußball. Erst für unterklassigen Turrialba und Asociación Deportiva Carmelita, ab 1994 dann für den Erstligisten LD Alajuelense. Nach der Saison 1994/1995 erhielt Lassiter Angebote aus Mexiko und Europa. Alajuelense bot dem jungen Amerikaner einen Bonus von 60.000 Dollar wenn er weiterhin für die Mannschaft spielen würde. Lassiter willigte und wurde 1995 zum besten ausländischen Spieler des Jahres gewählt. In seiner letzten Saison konnte er mit dem Klub den Meistertitel erringen.

### Major League Soccer
1996 wechselte er in die Major League Soccer und wurde dort an Tampa Bay Mutiny abgegeben. Gleich in seiner ersten Saison wurde er Torschützenkönig mit 27 Toren. Im Oktober 1996 wurde er an italienischen Zweitligisten CFC Genua ausgeliehen. Dort wurde er den Erwartungen nicht gerecht und konnte in zwölf Liga Spielen kein Tor erzielen.
Er beendete seine Laufbahn im Jahr 2004 bei Laredo Heat in der USL Premier Development League.

### Nationalmannschaft
Insgesamt absolvierte er 30 Länderspiele für die US-Nationalmannschaft. Seinen ersten Einsatz bei einem Länderspiel hatte Lassiter am 25. Januar 1992 gegen die Auswahl der GUS.

## Trainerkarriere
Nach seiner aktiven Zeit wurde er zum „director of coaching“ des Austin United Capital Soccer Clubs. Dieses Amt hatte er von 2005 bis 2007 inne. Anschließend wurde er Vizepräsident beim Mustangs FC. Er besitzt die USSF-A- und die Jugendtrainerlizenz. 2010 wurde Lassiter Teil des Trainerstabs der Metros Soccer Academy.

## Privates
Sein Sohn Ariel Lassiter spielt ebenfalls Fußball und ist für die Reserve-Mannschaft von Los Angeles Galaxy in der United Soccer League aktiv.